# Arctia biddenbrocki
Arctia biddenbrocki is een beervlinder uit de familie van de spinneruilen (Erebidae).